# Casal da Galharda
Casal da Galharda é uma aldeia grande situada na freguesia de São Bartolomeu dos Galegos, próximo da vila da Lourinhã, em Portugal.